# Udligenswil
Udligenswil és un municipi del cantó de Lucerna (Suïssa), situat al districte de Lucerna.